# Chichiș, Covasna
Chichiș (în maghiară Kökös, în germană Blauendorf) este satul de reședință al comunei cu același nume din județul Covasna, Transilvania, România. Se află în partea de sud-vest a județului, în Depresiunea Sfântu Gheorghe.

## Așezare
Localitatea Chichiș este situată în partea sud-vestică a județului Covasna, în Depresiunea Sfântu Gheorghe, la o altitudine de 500 m, la gura de vărsare a râului Negru în apele Oltului și este străbătută de DN12, Brașov - Bacău.

## Scurt istoric
Prima atestare documentară datează din anul 1461, însă puținele descoperiri arheologice făcute pe teritoriul satului au adus dovezi materiale ale unei locuiri încă din cele mai vechi timpuri astfel, în locul numit Între Anini(Eger) s-au găsit fragmente de ceramică atribuite epocii bronzului.
În locul numit După Anini s-au descoperit fragmente de ceramică romană, precum și o fusaiolă de lut, mai multe fragmente ceramice și oase de animale dintr-o epocă nedeterminată.
Cu prilejul construcției podului de peste râul Olt, pe malul drept al acestuia, la o adâncime de aproximativ 4 m., s-au găsit o spadă și o monedă din secolul al XIII-lea.
Începând cu anul 1876, satul Chichiș va aparține teritorial de Comitatul Trei Scaune din Regatul Ungariei, apartenență ce se va încheia în anul 1920, odată cu semnarea Tratatului de la Trianon, tratat ce avea să stabilească frontierelor Ungariei cu vecinii săi. În perioada interbelică localitatea va fi sub administrația județului Trei Scaune.
Din anul 1950, după reorganizarea administrativă a României după modelul sovietic, satul Chichiș va face parte din Regiunea Brașov, raionul Sfântu Gheorghe, iar din anul 1968, odată cu desființarea Regiunii Autonome Maghiare, va aparține administrativ-teritorial de actualul județ Covasna.

## Economie
Economia localității este bazată pe activități în domeniul prelucrării lemnului, comerțului și agroturismului, dar activitatea de bază rămâne agricultura, prin cultura plantelor și creșterea animalelor.

## Atracții turistice

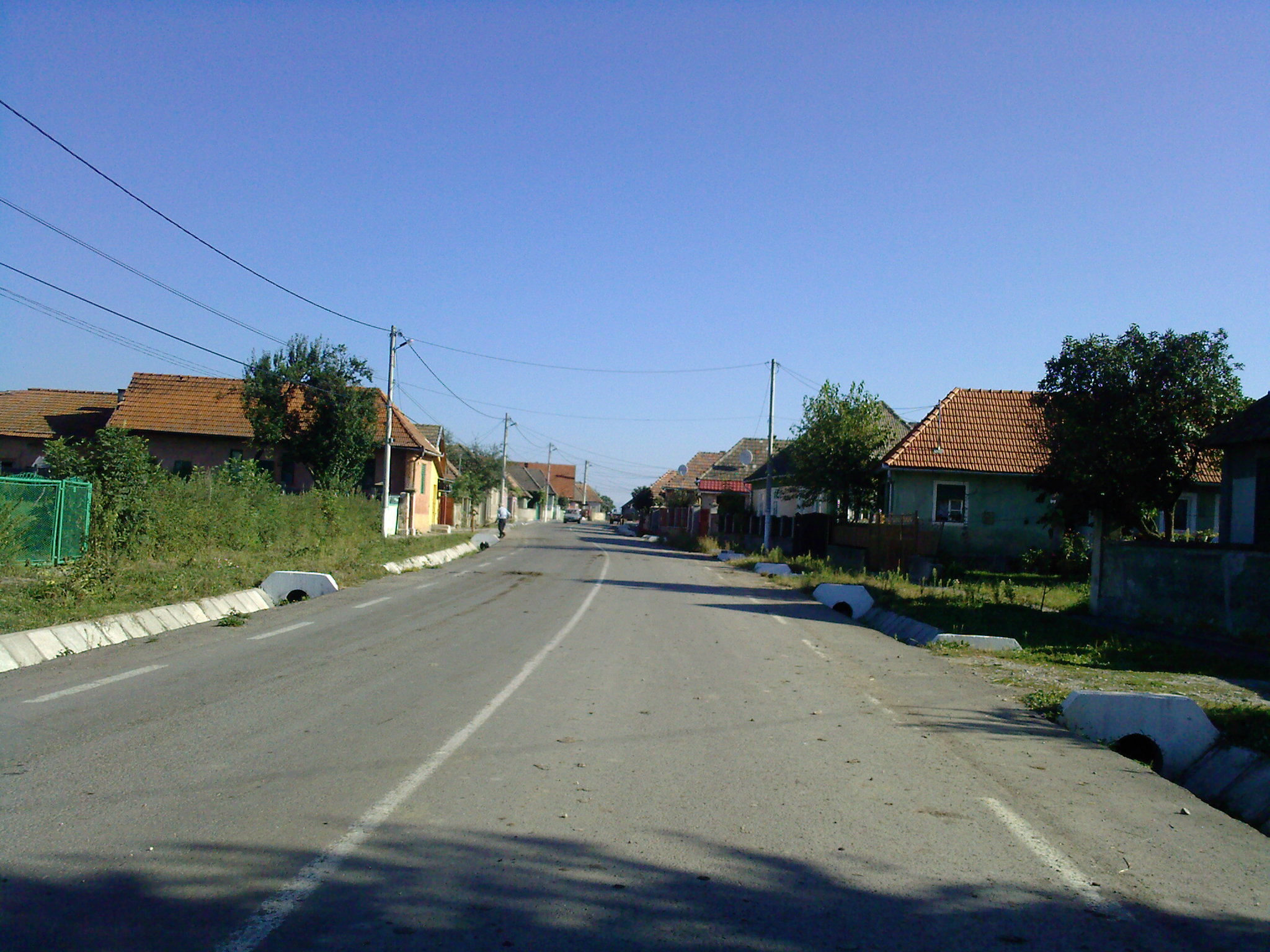
Imagine din sat

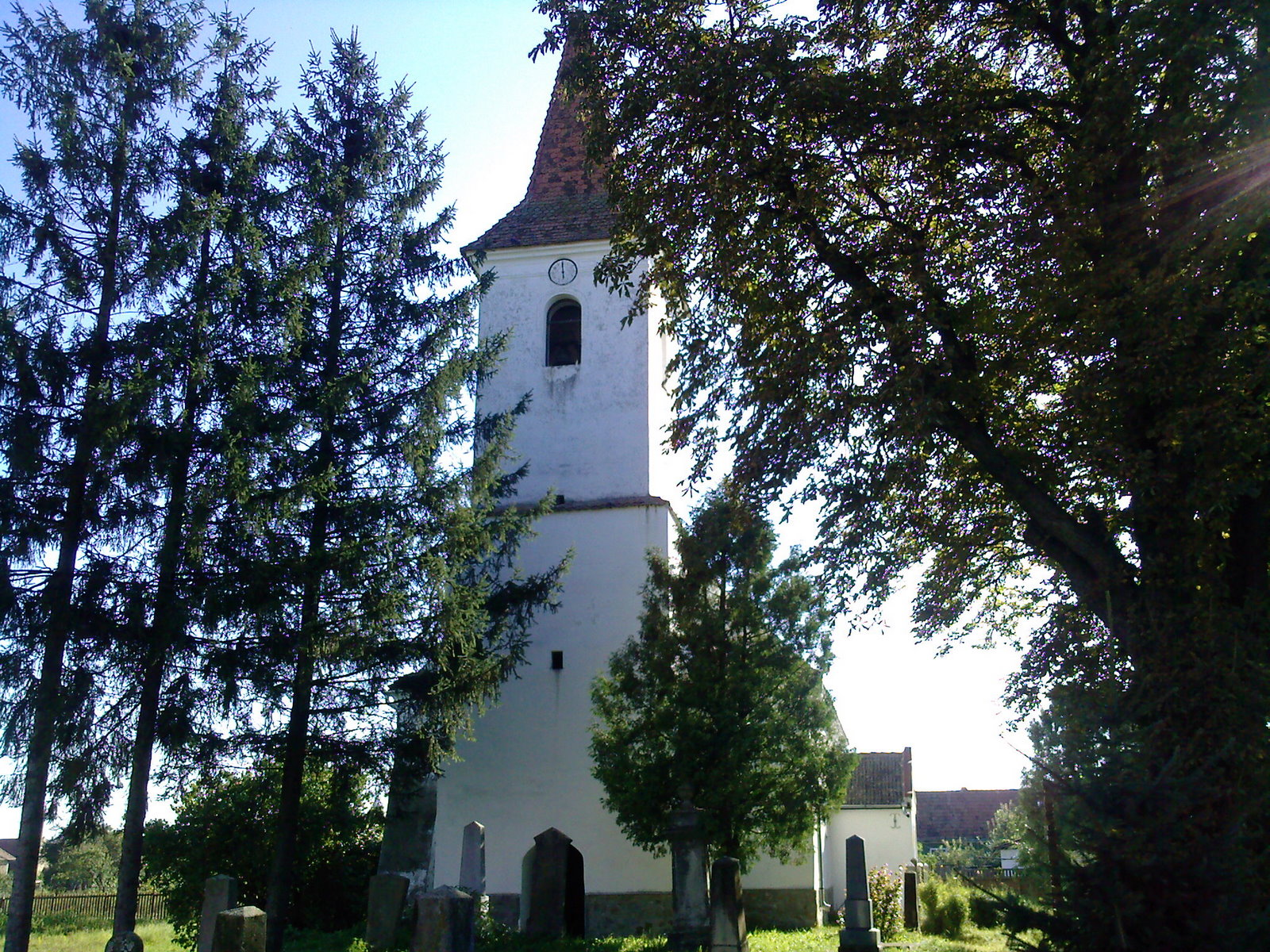
Biserica Refomată din satul Chichiș

- Biserica unitariană construită la sfârșitul secolului al XIII-lea, monument UNESCO
- Biserica de lemn cu hramul „Sf. Apostoli Petru și Pavel”, construită în anul 1740, monument istoric
- Biserica reformată
- Biserica ortodoxă cu hramul „Sfânta Treime”
- Monumentul Gábor Áron
- Natura Parc, parc de distracții și agrement